# فرودگاه گاندی‌نگر
فرودگاه گاندی‌نگر (به انگلیسی: Gandhinagar Airport) یک فرودگاه همگانی با کد یاتا ISK است که یک باند فرود بتن دارد و طول باند آن ۱۳۷۸ متر است. این فرودگاه در کشور هند قرار دارد و در ارتفاع ۴۸۳ متری از سطح دریا واقع شده‌است.